# The Stolen Claim (film 1910)
The Stolen Claim è un cortometraggio muto del 1910 diretto da Edwin S. Porter che firmò anche la sceneggiatura, tratta da una storia di Bret Harte.

## Produzione
Il film fu prodotto dalla Edison Manufacturing Company.

## Distribuzione
Distribuito dalla General Film Company, il film - un cortometraggio in una bobina - uscì nelle sale cinematografiche statunitensi il 16 novembre 1910.